# Figówka tęczowa
Figówka tęczowa (Cyclopsitta desmarestii) – gatunek małego ptaka z rodziny papug wschodnich (Psittaculidae). Zamieszkuje Nową Gwineę i kilka wysp na zachód od niej, a tereny, na których występuje, należą do dwóch państw – Indonezji i Papui-Nowej Gwinei.

## Morfologia
Długość ciała: 18 cm, masa ciała: 108–126 g. Samice są podobne do samców.

## Systematyka
Systematyka P. desmarestii jest kwestią sporną. Międzynarodowy Komitet Ornitologiczny (IOC) wyróżnia obecnie (2022) pięć podgatunków:
- C. d. blythii (Wallace, 1864) – wyspa Misool (na zachód od Nowej Gwinei)
- C. d. occidentalis (Salvadori, 1876) – wyspy Salawati i Batanta, zachodnia część półwyspu Ptasia Głowa oraz półwysep Onin (północno-zachodnia Nowa Gwinea); IOC wlicza tutaj populację, którą proponowano wydzielić do podgatunku intermedius[2][5]
- C. d. desmarestii (Desmarest, 1826) – figówka tęczowa – wschodnia część półwyspu Ptasia Głowa (północno-zachodnia Nowa Gwinea)
- C. d. godmani Ogilvie-Grant, 1911 – figówka żółtoucha[4] – południowa Nowa Gwinea
- C. d. cervicalis Salvadori & D'Albertis, 1875 – figówka niebieskoszyja[4] – wschodnia Nowa Gwinea

Inne ujęcie systematyczne od 2014 roku stosuje Międzynarodowa Unia Ochrony Przyrody (IUCN), która za osobne gatunki uznaje figówkę żółtouchą (C. godmani) i figówkę niebieskoszyją (C. cervicalis).

## Środowisko
Figówka tęczowa zamieszkuje wilgotne lasy nizinne i górskie, lasy nadrzeczne, obrzeża lasów, namorzyny, a czasem sawannę. Występuje na wysokości do 1300 m n.p.m., lokalnie do 1650 m n.p.m.

## Status
IUCN, która rozdzieliła C. desmarestii na trzy gatunki, każdy z nich uznaje za gatunek najmniejszej troski (LC – least concern). Trend liczebności populacji każdego z tych taksonów uznaje się za spadkowy.